# 北蒙蒂维迪乌
北蒙蒂维迪乌是巴西戈亚斯州的一个市镇。总面积1332.991平方公里，总人口4769人，人口密度3.6人/平方公里。